# Atelopus subornatus
Atelopus subornatus és una espècie d'amfibi que viu a Colòmbia. Està amenaçada d'extinció per la pèrdua del seu hàbitat natural.